# Takuya Takahashi
Takuya Takahashi (高橋 拓也 Takahashi Takuya?, nacido el 30 de junio de 1989 en Kanagawa) es un futbolista japonés que se desempeña como guardameta.

## Trayectoria

### Clubes
| Club                | País  | Año         |
| ------------------- | ----- | ----------- |
| YSCC Yokohama       | Japón | 2012 - 2015 |
| Yokohama F. Marinos | Japón | 2016        |
| Giravanz Kitakyushu | Japón | 2017 -      |

## Estadística de carrera

### J. League
| Club                | Año   | J. League | J. League | Copa J. League | Copa J. League | Total | Total |
| Club                | Año   | Part.     | Goles     | Part.          | Goles          | Part. | Goles |
| ------------------- | ----- | --------- | --------- | -------------- | -------------- | ----- | ----- |
| YSCC Yokohama       | 2014  | 28        | 0         | -              | -              | 28    | 0     |
| YSCC Yokohama       | 2015  | 36        | 0         | -              | -              | 36    | 0     |
| Yokohama F. Marinos | 2016  | 0         | 0         | 0              | 0              | 0     | 0     |
| Giravanz Kitakyushu | 2017  | 16        | 0         | -              | -              | 16    | 0     |
| Total               | Total | 80        | 0         | 0              | 0              | 80    | 0     |